# Foltosszárnyú bülbül
A foltosszárnyú bülbül (Phyllastrephus leucolepis) a verébalakúak (Passeriformes) rendjébe, ezen belül a bülbülfélék (Pycnonotidae) családjába tartozó faj.

## Rendszerezése
A fajt Gatter írta le 1985-ben. A szervezetek nagy  része szerint ez a faj nem is létezik, csak a Xavier-bülbül (Phyllastrephus xavieri) néhány eltérő tollazatú példányát észlelték.

## Előfordulása
Libéria nedves erdőiben él, mintegy 100 négyzetkilométeres területen, 250-1000 felnőtt egyed. Szűk életterülete miatt súlyosan veszélyeztetett faj.

## Megjelenése
Testhossza 16 centiméter.

## Fordítás
- Ez a szócikk részben vagy egészben  a   Liberian greenbul című angol Wikipédia-szócikk fordításán alapul.  Az eredeti cikk szerkesztőit annak laptörténete sorolja fel. Ez a jelzés csupán a megfogalmazás eredetét és a szerzői jogokat jelzi, nem szolgál a cikkben szereplő információk forrásmegjelöléseként.